# Zarządzanie doświadczeniem klienta
Zarządzanie doświadczeniem klienta (ang. Customer Experience Menagement, CEM, CXM) – interakcje, jakie podejmuje firma z klientem, aby poprawić jego lojalność względem marki/firmy lub utrzymać klienta dłużej w firmie. Wykorzystuje do tego szereg różnych badań czy metod do wpływania na doświadczenie (CX – customer experience), jakie klient ma w związku z daną marką/organizacją. Jest to oddziaływanie na zachowania klientów, a także pracowników, by wychodzili naprzeciw oczekiwaniom swoich klientów i spełniali ich potrzeby, nawet te, które sami nabywcy sobie nie uświadamiają.
Przykładem organizacji, gdzie zarządzanie doświadczeniem klienta jest stosowane jest np. IKEA, Empik, a także inne organizacje mniejsze lub większe. Wedle badań, często firmy stosują u siebie zarządzanie doświadczeniem klienta, ale nie są tego świadome. Zarządzanie doświadczeniem klienta jest też przede wszystkim oddziaływaniem na jego emocje, ponieważ to one generują silne zaangażowanie i wytwarzają więzi między klientami a firmą. O trwałości ich decyduje właśnie to w jaki sposób oddziałuje na klienta. W założeniu CEM powinni zajmować się wszyscy w organizacji, ponieważ klient w całości postrzega firmę, a nie jej poszczególne działy.